# Studenec u Horek

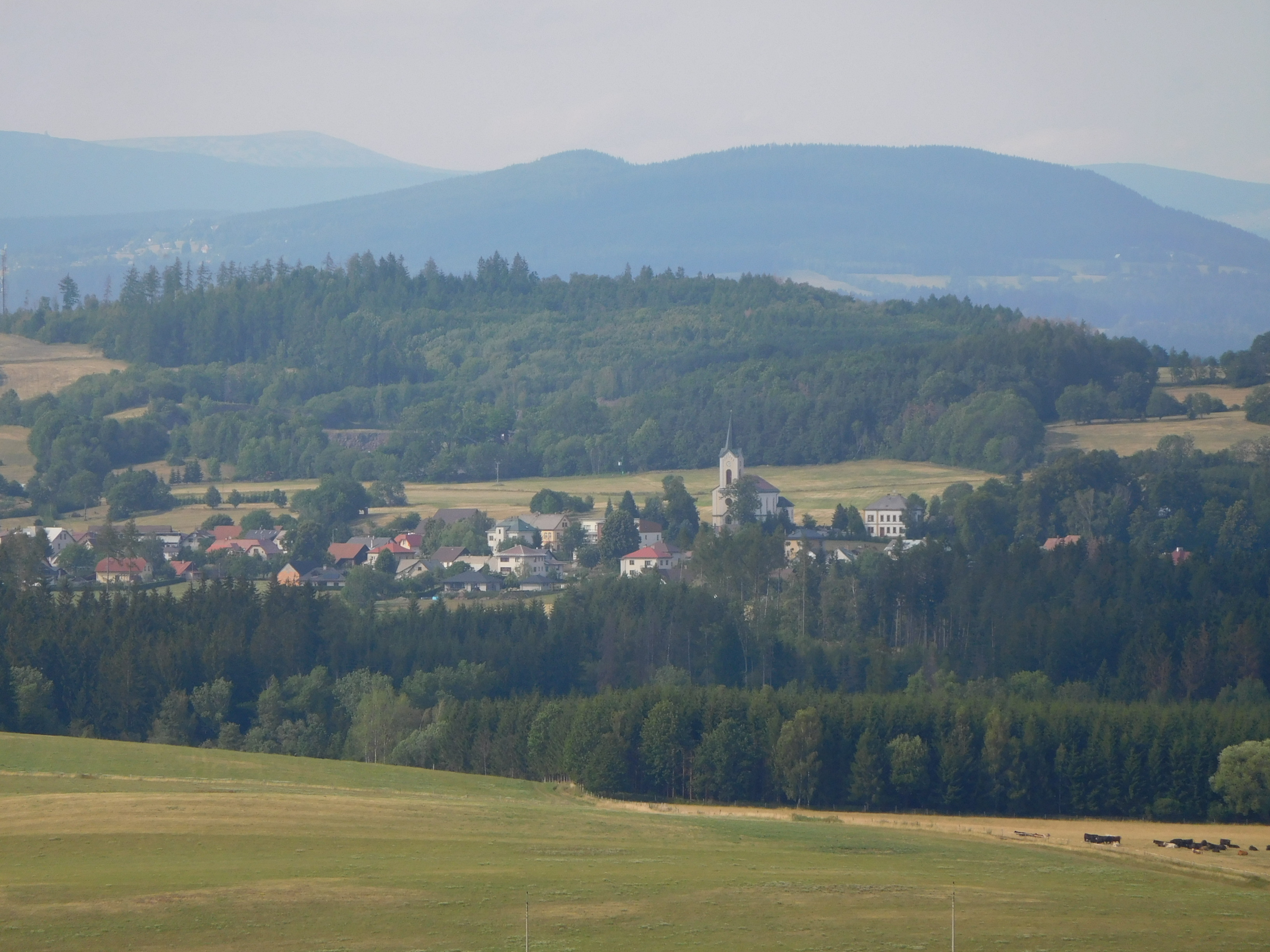
Gesamtansicht vom Hügel Kozinec

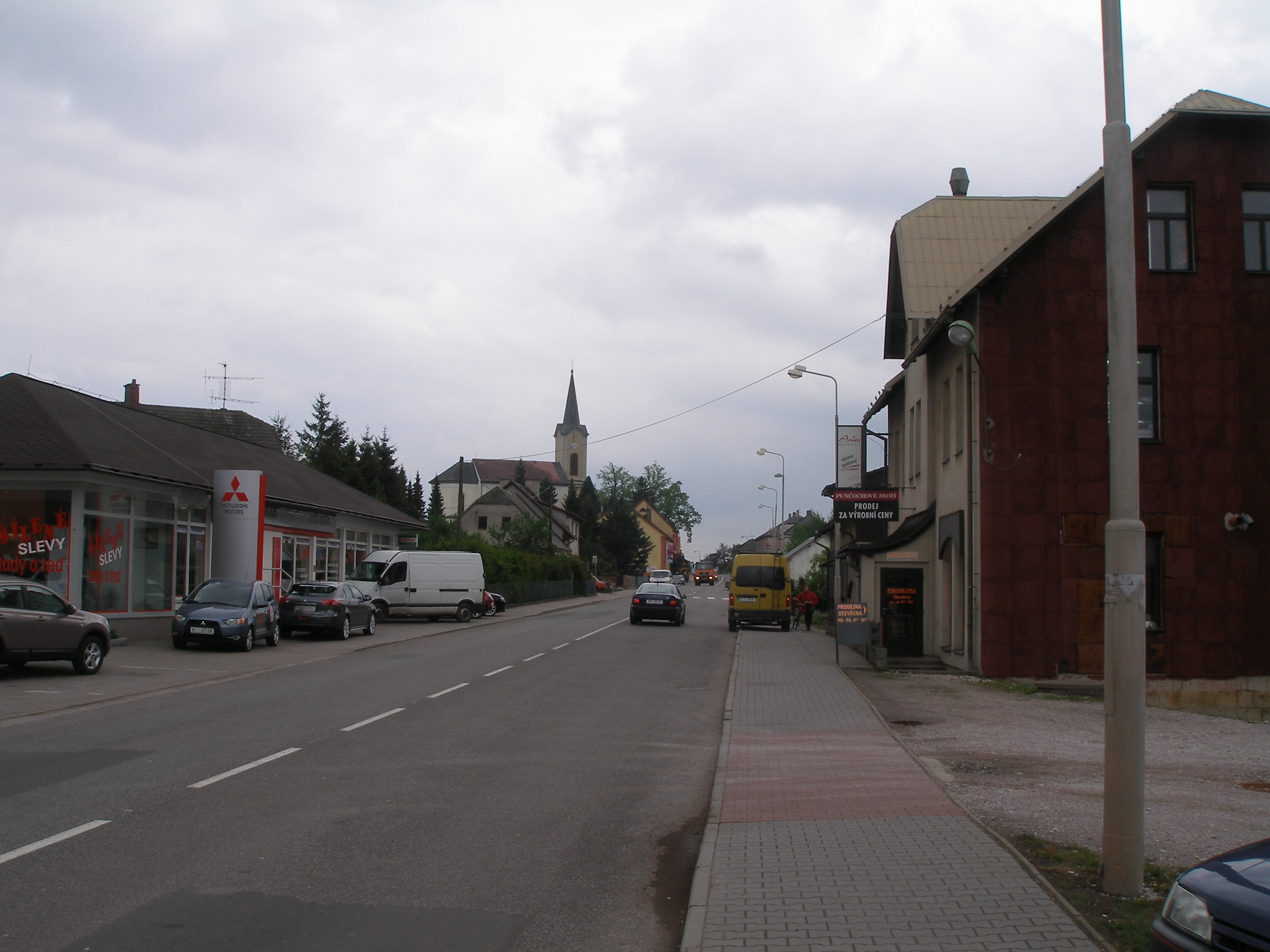
Hauptstraße mit Blick zur Kirche

Studenec (deutsch Studenetz) ist eine Gemeinde in Tschechien. Sie liegt neun Kilometer südwestlich von Vrchlabí und gehört zum Okres Semily.

## Geographie
Studenec befindet sich im Riesengebirgsvorland auf einem Pass über den Tälern der Bäche Bukovinský potok und Oleška. Im Norden erheben sich der Strážník (630 m) und die Horka (589 m), südwestlich der Hradisko (540 m) und im Westen die Roubenka (560 m). Nördlich des Dorfes befindet sich an der Horka ein Melaphyrbruch.
Nachbarorte sind Na Horce und Zálesní Lhota im Norden, Nový Svět im Nordosten, Horní Kalná, Dolní Kalná und Bukovina u Čisté im Osten, Čistá u Horek und Horka u Staré Paky im Südosten, Studenecký Mlýn, Nedaříž und Levínská Olešnice im Süden, Smítecko im Südwesten, Na Táboře im Westen sowie Rovnáčov im Nordwesten.

## Geschichte
Der Strážník war im Frühmittelalter ein Wachberg zum Schutz der Handelswege am Fuße des Riesengebirges. Unter dem lateinischen Namen Custodius ist er in Chroniken aus dem 11. Jahrhundert nachweisbar.
Die erste schriftliche Erwähnung des Dorfes Studenec erfolgte in der zweiten Hälfte des 14. Jahrhunderts unter den Gütern der Burg Lewin. Nach deren Untergang wurde Studenec zu einem selbständigen Gut. Eine Inschrift in der 1590 gegossenen Kirchenglocke weist Johann Stranik von Kopidlno als damaligen Grundherren aus. Die Konsolidation des Allodialgutes Studenetz mit dem Lehngut Forst erfolgte wahrscheinlich zu Beginn des 17. Jahrhunderts unter Hans Christian von Waldstein auf Arnau und Rochow. Nachfolgende Grundherren waren u. a. ab 1679 Wilhelm Maximilian von Waldstein sowie ab 1699 Friedrich Leopold Kottulinsky von Kotulin und Křistkowitz und dessen Frau Elisabeth Ludmilla von Waldstein. Ignaz Dominik Chorinsky von Ledska, der beide Güter in der zweiten Hälfte des 18. Jahrhunderts besaß, ließ ab 1770 das Schloss Forst als neuen Herrschaftssitz erbauen. Die Feste Studenetz diente als Verwaltungssitz und Wohnhaus der herrschaftlichen Beamten. Studenetz und Lischnay wurden bereits bei der Einführung der Hausnummern als ein Ort betrachtet. 1781 ließ Graf Chorinsky die neue Kirche Johannes des Täufers und eine Schule errichten. Die Lokalie Studenetz betreute neben Studenetz noch die zum Gut untertänigen Dörfer Huttendorf, Lischnay und Klein Borowitz. 1794 verkaufte Chorinsky den Besitz an Wenzel Berger von Bergenthal, den später sein Sohn Ignaz beerbte. Haupterwerbsquelle der Bevölkerung bildeten seit dem Beginn des 19. Jahrhunderts die Hausweberei und -spinnerei. Im Jahre 1834 lebten in den 249 Häusern von Studenetz 1608 überwiegend tschechischsprachige Bewohner. Durch Studenetz führt die Hauptstraße von Prag nach Hohenelbe, von der im Ort eine Nebenstraße nach Starkenbach abzweigte. Im Dorf bestanden neben dem Amtshaus ein Forsthaus, ein verpachteter Meierhof, eine Brennerei, eine Mühle und die Schule. Das Gut Studenetz umfasste die Ortschaften Studenetz, Lischnay, Klein Borowitz, Huttendorf sowie neun Häuser von Mastig und drei Häuser von Rownacow. Die vereinigte Herrschaft umfasste noch die das Gut Forst bildenden Dörfer Forst (einschließlich des Forstbades) und Lauterwasser mit insgesamt 4840 Einwohnern und 635 Häusern. Die Dörfer des Gutes Studenetz waren mit Ausnahme von Huttendorf rein oder überwiegend tschechischsprachig, die des räumlich abgetrennten Gutes Forst rein deutschsprachig. Bis zur Mitte des 19. Jahrhunderts blieb Studenetz immer dem vereinigten Lehngut Forst und Allodialgut Studenetz untertänig.
Nach der Aufhebung der Patrimonialherrschaften bildete Studenec / Studenetz ab 1850 zusammen mit Lišný / Lischnay eine Gemeinde in der Bezirkshauptmannschaft Starkenbach / Jilemnice. 1886 verkaufte Karl Berger von Bergenthal die Güter an den Textilunternehmer Franz Kluge. Zu Beginn des 20. Jahrhunderts hatte die Gemeinde etwa 2500 Einwohner und in den hölzernen Chaluppen wurden etwa 2000 Webstühle betrieben. Im Jahre 1910 wurde die Textilfabrik Fejfar & Mládek gegründet. Infolge des Münchner Abkommens wurde Studenec zwischen 1938 und 1945 ein Grenzort zum Deutschen Reich. Im Zuge der Aufhebung des Okres Jilemnice wurde die Gemeinde 1960 dem Okres Semily zugeordnet und zugleich Martinice und Rovnáčov eingemeindet. Mit Beginn des Jahres 1981 erfolgte die Eingemeindung von Zálesní Lhota. Martinice löste sich 1990 wieder los und bildet seither eine eigene Gemeinde.
Der Ortsteil Studenec hatte im Jahre 1991 1089 Einwohner. Beim Zensus von 2001 lebten in den 363 Häusern von Studenec 1124 Personen. Größtes Unternehmen ist die aus der Weberei Fejfar & Mládek hervorgegangene Krkonošská tkalcovna. Bei Studenec befinden sich Fundstätten von Halbedelsteinen und Araukarit.

## Gemeindegliederung
Die Gemeinde Studenec besteht aus den Ortsteilen Rovnáčov (Rownatzschow), Studenec (Studenetz) und Zálesní Lhota (Huttendorf), die zugleich auch Katastralbezirke bilden. Zu Studenec gehören außerdem die Ortslage Na Táboře (Lischnay) und die Ansiedlungen Na Horce, Nový Svět (Neuwelt), Smítecko und Studenecký Mlýn.

## Sehenswürdigkeiten
- Schloss Studenec, es entstand 1883 aus einer im 16. Jahrhundert errichteten Feste und wurde dabei um einen Neorenaissanceflügel erweitert
- Kirche Johannes des Täufers, der neuromanische Bau entstand 1866–1888 anstelle der alten Kirche
- wüste Feste Lišný auf dem Hradisko
- Kirche des hl. Johannes von Nepomuk in Zálesní Lhota, erbaut 1884
- mehrere barocke Heiligenstatuen
- gezimmerte Riesengebirgschaluppen